# Synechogobius ommaturus
A Synechogobius ommaturus a csontos halak (Osteichthyes) főosztályának a sugarasúszójú halak (Actinopterygii) osztályába, ezen belül a sügéralakúak (Perciformes) rendjébe, a gébfélék (Gobiidae) családjába és a Gobionellinae alcsaládjába tartozó faj.
Nemének egyetlen faja.

## Előfordulása
A Synechogobius ommaturus előfordulási területe Kína Kuangtung nevű tartományában van.

## Megjelenése
Ez a gébfaj általában 8,8 centiméter hosszú, azonban 26 centiméteresre is megnőhet.

## Életmódja
Szubtrópusi, édesvízi halfaj, mely fenék közelében él.